# Bekisting

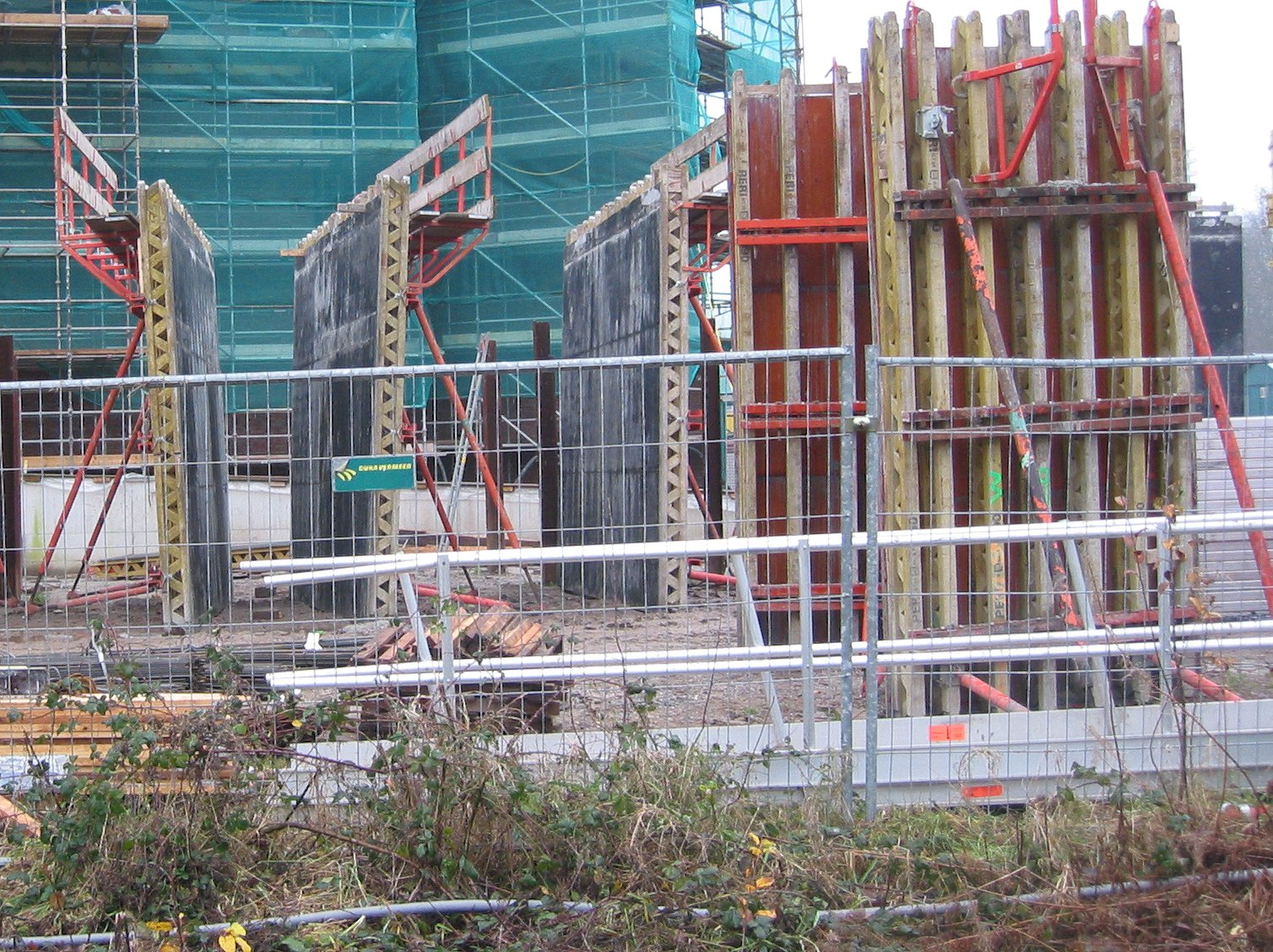
bekistingwanden

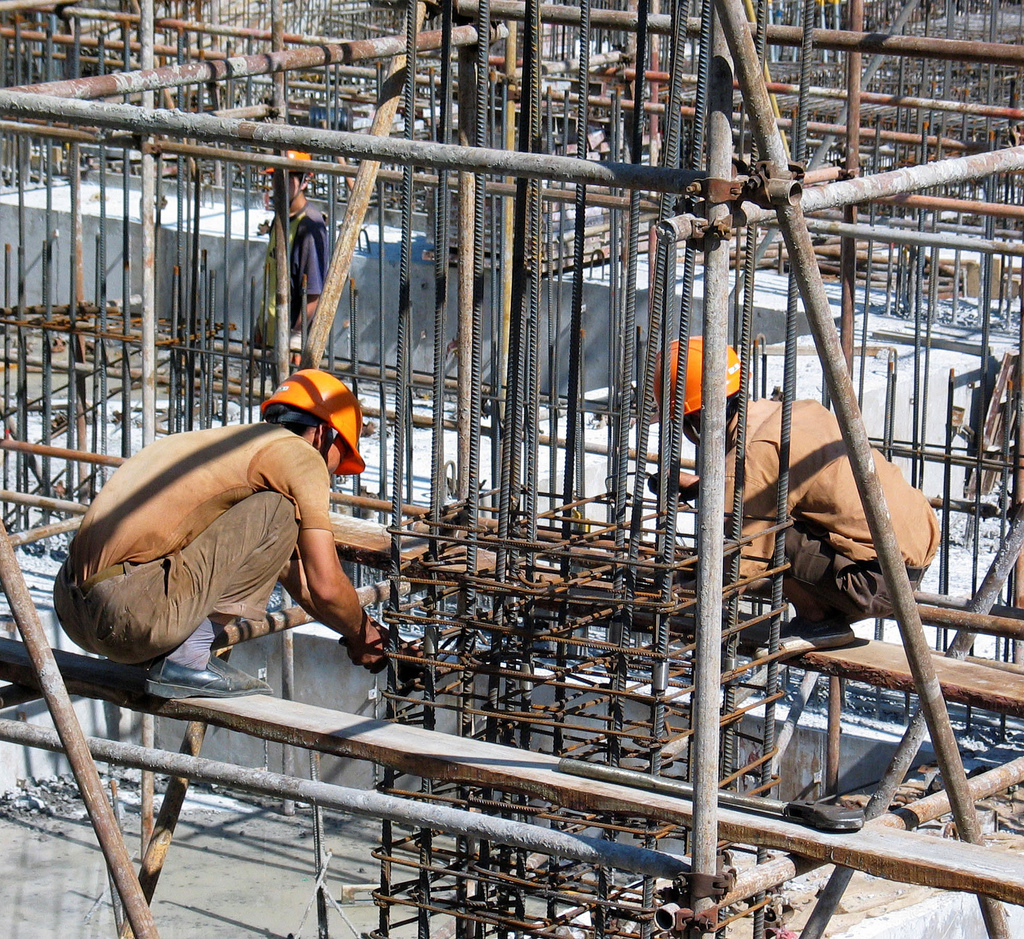
Betonstaalvlechters aan het werk

Bekisting is een tijdelijk aangebrachte mal of contravorm waarin beton wordt gestort.
De mal houdt het beton en doorgaans ook de wapening op zijn plaats tijdens het storten en uitharden. Deze mal kan bestaan uit verschillende materialen zoals hout, kunststof of staal. Wanneer het beton is uitgehard wordt de bekisting doorgaans verwijderd en in het geval van een systeembekisting opnieuw gebruikt. 
Een bekisting wordt doorgaans opgebouwd door gespecialiseerde timmerlieden, de wapening wordt aangebracht door betonstaalvlechters (ijzervlechters).
Het komt ook voor dat de bekisting na gebruik niet verwijderd wordt. Men spreekt dan van verloren bekisting. Dit wordt bijvoorbeeld toegepast voor: 
- bekisting voor stalen buispalen (heipalen)
- vloerrandbekisting
- paalkopbekistingen
- bekistingsplaatvloer (oude naam is breedplaatvloer): een dunne onderstempelde betonvloer van ca. 50 mm dik waarop na het maken van de installaties en wapening een betonlaag wordt gestort
- funderingsbekisting van polystyreen (PS) schuim.

Voorbeelden van bekisting die hergebruikt en dus ontkist wordt, zijn:
- tunnelbekisting
- vibro palen (de holle stalen buis wordt de grond ingeheid en tijdens het vullen met beton wordt deze stalen buis slaand eruit getrokken)
- traditionele houten bekisting
- systeembekisting
- rondbekisting
- Ontkistingshoeken

Bij glijbekisting kan in een aantal weken tijd tientallen metershoge liftschachten of silo's (met een continu gelijkvormige doorsnede) gebouwd worden. Bij deze techniek wordt ononderbroken gebouwd; zodra het beton hard is wordt de bekisting verder omhooggetrokken.